# Statens havarikommisjon for transport
Le Statens havarikommisjon for transport (SHT, en anglais : Accident Investigation Board Norway, AIBN) est l'organisme permanent de la Norvège, chargé des enquêtes sur les accidents et les incidents graves en transport maritime, ferroviaire et en aviation publique et générale qui surviennent sur le territoire de la Norvège. Le SHT a son siège à Lillestrøm, Skedsmo.